# Ivan Goltchine
Ivan Konstantinovitch Goltchine (en russe : Иван Константинович Голчин) est un aviateur soviétique, né le 17 octobre 1918 et mort le 3 juillet 1979. Pilote de chasse et As de la Seconde Guerre mondiale, il fut distingué par le titre de Héros de l'Union soviétique.

## Carrière
Ivan Goltchine est né le 17 octobre 1918 dans le village de Sinkovo, près de Podolsk, aujourd'hui dans l'oblast de Moscou. Après avoir travaillé dans une usine de constructions mécaniques de Klimovsk, il rejoignit les rangs de l'Armée rouge en 1939. Il fut breveté pilote au collège militaire de l'Air d'Engels en 1940, avant de suivre les cours de qualification du collège militaire de l'Air d'Orenbourg.
En décembre 1942, il fut muté au 66.ShAP (régiment d'assaut aérien). Durant l'été 1943 il participa à la bataille de Koursk, puis aux combats aériens au-dessus de la Moldavie. En 1944, le 66.ShAP fut renommé 140.GuShAP (régiment de la Garde) et lui-même fut promu kapitan et chef d'escadrille, prenant part aux opérations du deuxième front ukrainien.
Le 4 mai 1944, dans la région d'Oborotchine, il intervint, à la tête de cinq Il-2, contre une formation de près de 80 appareils allemands ; au cours du combat qui s'ensuivit, les pilotes soviétiques réussirent à abattre 8 avions ennemis, dont 2 Ju 52 portés au crédit d'Ivan Goltchine. Le général de l'Air Riazanov, témoin de ce combat exceptionnel, fit en sorte que chacun des pilotes participant soit décoré de l'ordre du Drapeau rouge et que Goltchine reçoive l'ordre d'Alexandre Nevski. 
Placé dans le cadre de réserve en 1947, Goltchine devait décéder le 3 juillet 1979 dans le village d'Oktiabrski (oblast de Kostroma).

## Palmarès et décorations

### Tableau de chasse
Ivan Goltchine est crédité de 16 victoires homologuées, dont 2 individuelles et 14 en coopération, obtenues au cours de 106 missions de guerre.

### Décorations
- Héros de l'Union soviétique le 27 juin 1943 (médaille no 8055) ;
- Ordre de Lénine ;
- Deux fois l'Ordre du Drapeau rouge ;
- Ordre d'Alexandre Nevski.
- Ordre de la Guerre Patriotique de 2e classe ;